# Daniel Meyer (Kunsthändler)
Daniel Meyer (* 31. Mai 1973 in Augsburg) ist ein deutscher Kunst- und Antiquitätenhändler und Auktionator, der einer breiteren Öffentlichkeit durch die TV-Show Bares für Rares bekannt wurde.

## Leben
Daniel Meyer schloss 1998 sein Studium der Kunstgeschichte als Magister Artium ab. Das Studium hatte er mit dem Handel auf Antik- und Trödelmärkten finanziert. Nach seinem Abschluss eröffnete er in Münster einen Trödelladen, später noch einen Kunsthandel und war als Vermittler, Taxator und Online-Händler tätig. Seit 2008 betreibt er ein Auktionshaus in Münster, in dem er viermal jährlich Kunst- und Antiquitäten-Versteigerungen durchführt.
Überregionale Bekanntheit erlangte Meyer durch seine Auftritte als Kunst- und Antiquitätenhändler in der ZDF-Reihe Bares für Rares, deren Händlerteam er seit der dritten Staffel 2014 angehört.